# مائورو مینلی
مائورو مینلی (انگلیسی: Mauro Minelli؛ زادهٔ ۲ آوریل ۱۹۸۱) بازیکن فوتبال اهل ایتالیا است.
از باشگاه‌هایی که در آن بازی کرده‌است می‌توان به باشگاه فوتبال هلاس ورونا، باشگاه فوتبال فروزینونه، باشگاه فوتبال کرمونزه، باشگاه فوتبال کاتانیا، باشگاه فوتبال تریستیانا، باشگاه فوتبال آ. ث. لومتزانه، باشگاه فوتبال آتالانتا، و باشگاه فوتبال ساسولو اشاره کرد.
وی همچنین در تیم ملی فوتبال زیر ۲۰ سال ایتالیا بازی کرده‌است.